# Lexis ranrunensis
Lexis ranrunensis är en fjärilsart som beskrevs av Matsumura 1927. Lexis ranrunensis ingår i släktet Lexis och familjen björnspinnare. Inga underarter finns listade i Catalogue of Life.